# بركة بوسفيلد
بركة بوسفيلد، هي بحيرة صغيرة تقع شمال هانكوك في مقاطعة ديلاوير ، نيويورك. يستنزف بركة بوسفيلد جنوبًا عبر جدول غير مسمى يتدفق إلى ساندز كيك.